# Porcellio evansi
Porcellio evansi là một loài chân đều trong họ Porcellionidae. Loài này được Omer-Cooper miêu tả khoa học năm 1923.